# Асфальтовая Гора
Асфа́льтовая Гора́ — посёлок в Апшеронском районе Краснодарского края России. Входит в состав Кабардинского сельского поселения.

## Варианты названия
- Асфальтова,
- Асфальтовая гора[2].

## География
Посёлок расположен в 11 км к югу от центра сельского поселения — станицы Кабардинская и в 6 км к западу от города Хадыженск.  

## Население
| 2002 | 2010 |
| ---- | ---- |
| 340  | ↗365 |

## Улицы
| - пер. Кабардинский, - пер. Клубный, - ул. Братская, - ул. Горная, - ул. Кабардинская, | - ул. Клубная, - ул. Лесная, - ул. Мирная, - ул. Озёрная, - ул. Садовая - ул.Северная |